# Bataille de Jao Modo
Guerre Dzoungar-Qing
La bataille de Zuunmod (du mongol : Зуунмод-Тэрэлжийн тулалдаан, translittération MNS : zuunmod-Tereljiin tulaldaan, klittéralement, bataille des cent arbres de Terelj ; translittération en chinois : 昭莫多之战 ; pinyin : zhāomòduō zhī zhàn, qui lui a également donné le nom de bataille de Jao Modo) se déroule le 12 juin 1696, à 60 km à l'ouest de l'actuelle Oulan-Bator, sur la partie supérieure de la rivière Terelj. L'armée des Mongols dzoungars, commandée par Galdan Boshugtu Khan, y est défait par l'armée de la dynastie Qing, sous le règne de Kangxi. Cette bataille est une victoire décisive de ce dernier dans la guerre Dzoungar-Qing (1687–1758), qui voit les Mongols Khalkhas se rallier aux Qing contre les Dzoungars, et repousser ces derniers en Asie centrale jusqu'à leur défaite en 1758. 
Elle suit la bataille d'Oulan Boutoung qui eut lieu en septembre 1690 en Mongolie-Intérieure.

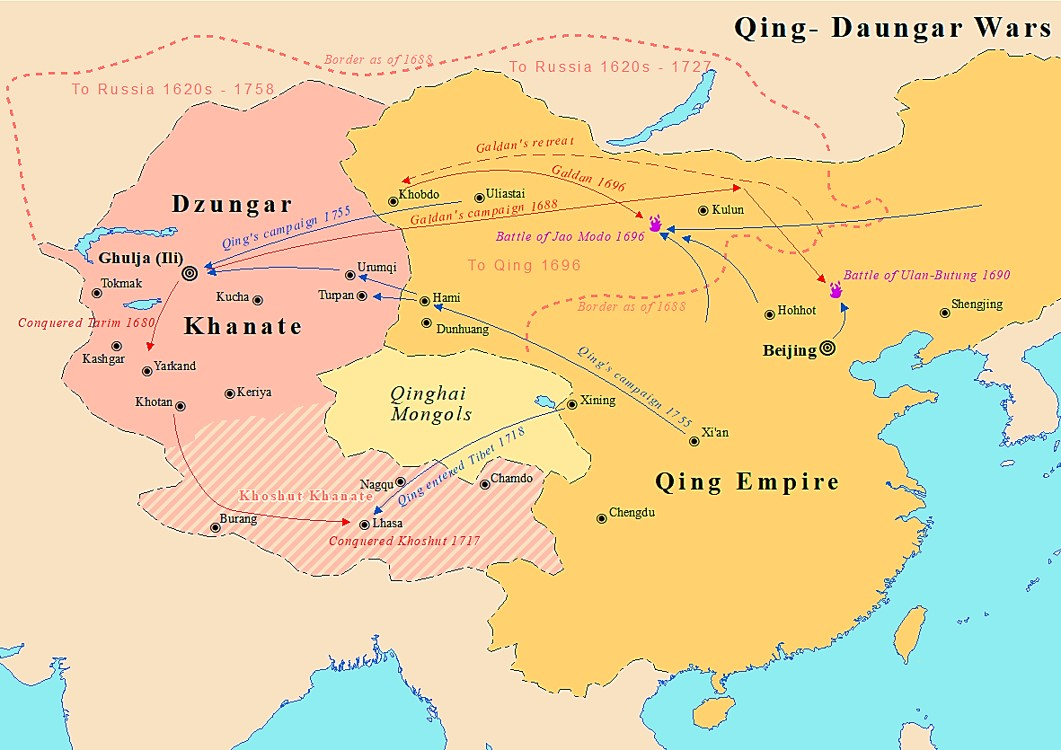
carte de la guerre Dzoungar-Qing